# Piotr Swidler
Piotr Wieniaminowicz Swidler, ros. Пётр Вениаминович Свидлер (ur. 17 czerwca 1976 w Leningradzie) – rosyjski szachista, arcymistrz od 1994 roku.

## Kariera szachowa
Szachy poznał w wieku sześciu lat. W 1993 roku został mistrzem świata juniorów do 18 lat. Rok później wypełnił trzy arcymistrzowskie normy i otrzymał tytuł arcymistrza.
Siedmiokrotnie zdobył tytuły indywidualnego mistrza Rosji, w latach 1994, 1995, 1997, 2003, 2008, 2011 i 2013. Do największych międzynarodowych sukcesów Swidlera należą zwycięstwa w turniejach światowej czołówki w Tilburgu w 1997 roku, gdzie pokonał Garriego Kasparowa oraz w Dortmundzie (1998, wspólnie z Michaelem Adamsem i Władimirem Kramnikiem). W 2003 r. podzielił I miejsce w jednym z najsilniejszych turniejów szwajcarskich Aerofłot Open w Moskwie oraz zwyciężył (wraz z Joel Lautierem) w miejscowości Pojkowskij. W 2006 r. podzielił I miejsce (wraz z Władimirem Kramnikiem) w turnieju Dortmunder Schachtage w Dortmundzie, natomiast w 2009 r. zwyciężył (wspólnie z Wadimem Miłowem) w Gibraltarze.
Od 1997 r. Swidler uczestniczy w mistrzostwach świata FIDE. Dwukrotnie awansował do pierwszej szesnastki turniejów rozgrywanych systemem pucharowym, gdzie był wyeliminowany przez Adamsa (2 - 4 w 1997 roku w Groningen oraz 1½ – 2½ w Nowym Delhi w 2000 roku). W Moskwie w 2001 roku awansował do półfinału, w którym uległ przyszłemu mistrzowi świata Rusłanowi Ponomariowowi 1½ – 2½. W 2005 osiągnął życiowy sukces, dzieląc wraz z Viswanathanem Anandem II-III miejsce w turnieju o mistrzostwo świata w San Luis. W roku 2007 wystąpił w Meksyku w turnieju o mistrzostwo świata, zajmując V miejsce. W 2011 r. zwyciężył w rozegranym w Chanty-Mansyjsku turnieju o Puchar Świata.
Wielokrotny reprezentant Rosji w turniejach drużynowych, m.in.:
- dziesięciokrotnie na olimpiadach szachowych (w latach 1994, 1996, 1998, 2000, 2002, 2004, 2006, 2008, 2010, 2014); ośmiokrotny medalista: wspólnie z drużyną – pięciokrotnie złoty (1994, 1996, 1998, 2000, 2002) i dwukrotnie srebrny (2004, 2010) oraz indywidualnie – brązowy (1996 – na IV szachownicy)[9],
- czterokrotnie na drużynowych mistrzostwach świata (w latach 1997, 2001, 2005, 2011); sześciokrotny medalista: wspólnie z drużyną – dwukrotnie złoty (1997, 2005) i srebrny (2001) oraz indywidualnie – dwukrotnie złoty (1997 – na II szachownicy, 2005 – na I szachownicy) i brązowy (2001 – na I szachownicy)[10],
- siedmiokrotnie na drużynowych mistrzostwach Europy (w latach 1997, 2003, 2005, 2007, 2009, 2011, 2013); dziesięciokrotny medalista: wspólnie z drużyną – dwukrotnie złoty (2003, 2007), dwukrotnie srebrny (1997, 2009) i brązowy (2013) oraz indywidualnie – dwukrotnie złoty (2007 – za wynik rankingowy, 2007 – na I szachownicy), dwukrotnie srebrny (2005 – na I szachownicy, 2013 – na II szachownicy) i brązowy (1997 – na II szachownicy)[11].

Najwyższy ranking w dotychczasowej karierze (stan na 1 maja 2022) osiągnął 1 maja 2013 r., z wynikiem 2769 punktów zajmował wówczas 9. miejsce na światowej liście FIDE, jednocześnie zajmując 3. miejsce (za Władimirem Kramnikiem i Aleksandrem Griszczukiem) wśród rosyjskich szachistów.